# Biomécanique
La biomécanique est l'exploration des propriétés mécaniques des organismes vivants ainsi que l'analyse des principes de l'ingénierie faisant fonctionner les systèmes biologiques. Elle traite des relations existantes entre les structures et les fonctions à tous les niveaux d’organisation du vivant à partir des molécules, comme le collagène ou l’élastine, aux tissus et organes. La biomécanique caractérise les réponses spatio-temporelles des matériaux biologiques, qu'ils soient solides, fluides ou viscoélastiques, à un système imposé de forces et de contraintes internes et externes.
Outre la mécanique classique, la biomécanique fait appel à diverses disciplines et techniques comme la rhéologie, pour étudier le comportement des fluides biologiques comme le sang, la résistance des matériaux, pour modéliser les contraintes subies par les tissus comme le cartilage des articulations ou encore les os, la mécanique du solide pour analyser la motricité et la locomotion, depuis les cellules individuelles aux organismes entiers, ce qui constitue une partie intégrante de la kinésiologie.

## Historique

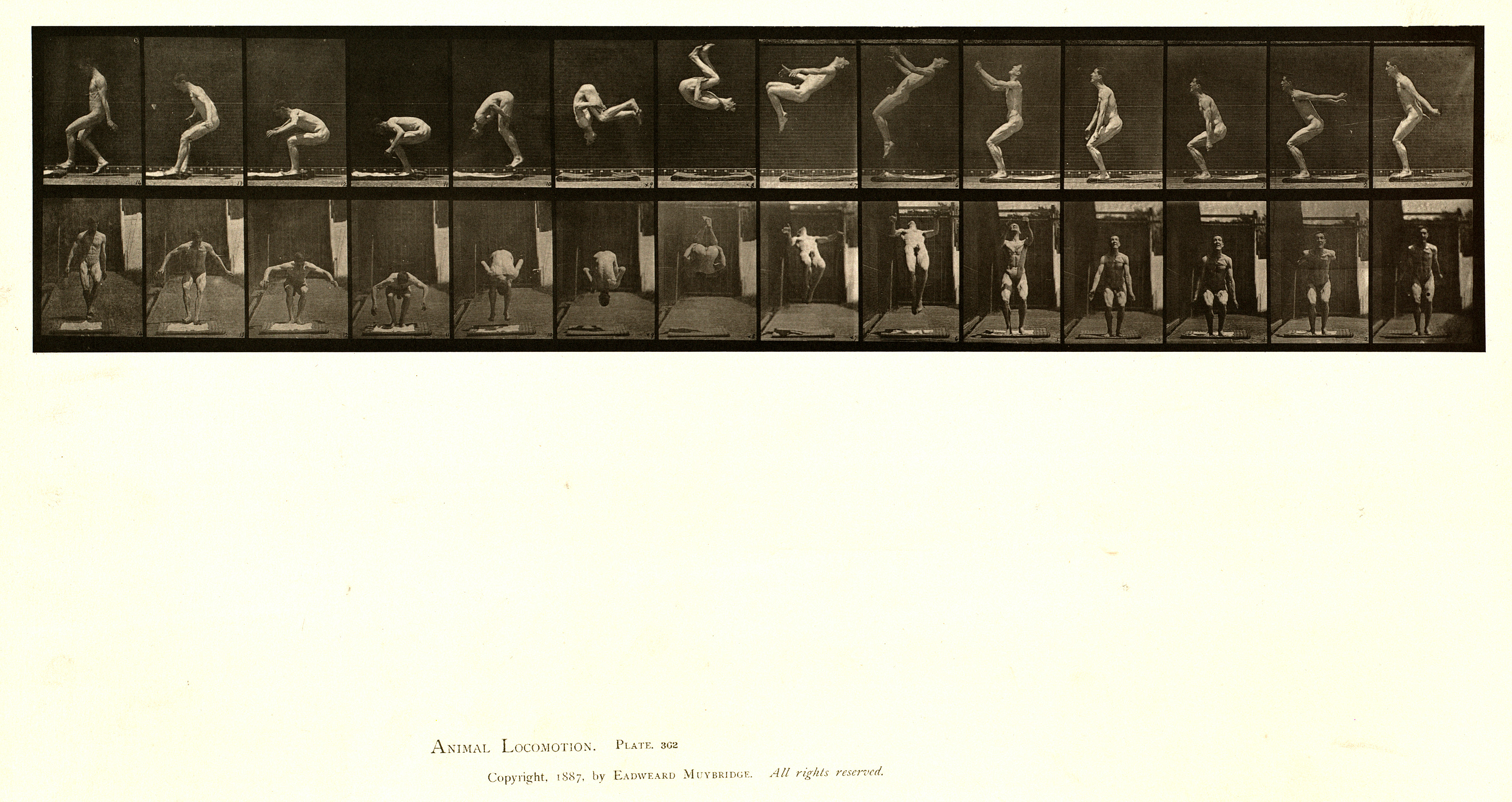
Animal Locomotion, série de photographies illustrant la locomotion d'un humain, 1887.

La conception mécaniste du vivant est née avec René Descartes au XVIIe siècle et affirme que tout phénomène, y compris le vivant, résulte d'interactions matérielles. Cette approche mécaniste s'est développée avec la science classique. La biomécanique trouve ses prémices dans l'Antiquité, où certains philosophes ont exprimé un intérêt pour cette approche. La causalité, selon la biomécanique, implique une dépendance logique aux lois de la mécanique et ne présuppose pas l'existence d'un dessein divin. Des exemples anciens de réflexion biomécanique se trouvent dans le papyrus égyptien Edwin Smith, datant d'environ 1600 avant notre ère, qui décrit des blessures traumatiques et leur traitement de manière rationnelle. Au cours de l'histoire, de nombreux philosophes, médecins et scientifiques ont montré un intérêt pour la biomécanique. Le Moyen Âge a été une période de progrès intellectuel intense, marquée par l'émergence des premières universités et par l'influence de la science islamique. La Renaissance a renoué avec les idées de l'Antiquité et a favorisé les avancées scientifiques. La biomécanique n'a été officiellement reconnue comme une discipline scientifique à part entière qu'au XIXe siècle en raison de son besoin de connaissances médicales, biologiques, physiologiques, chimiques et physiques. Bien qu'il n'y ait pas de « père » ou de « mère » au sens strict pour la biomécanique, on peut dire qu'elle a émergé avec le développement d'une pensée scientifique rationnelle en Grèce antique et a été influencée par l'intérêt pour l'anatomie humaine, notamment avec Hippocrate.

### L’Antiquité
Aristote a écrit le premier livre à propos de la biomécanique, De Motu Animalium, ou Sur le mouvement des animaux. Il ne fait pas que voir les corps animaux comme des systèmes mécaniques, mais traite la question comme la différence physiologique entre la performance imaginée d’une action et son accomplissement effectif. Aristote y décrit plusieurs exemples simples de recherches biomécaniques, incluant l’étude des forces qui agissent sur les limbes, l’aérodynamisme des oiseaux et le vol des insectes, l’hydrodynamisme de la nage chez les poissons, et la locomotion dans toutes les formes de vie, allant d’une simple cellule à l’organisme en entier.

### La Renaissance
Léonard de Vinci pourrait être reconnu comme le premier vrai biomécanicien, car il a été le premier à étudier l’anatomie dans le contexte mécanique. Il a décrit la force musculaire comme des lignes connectées toujours en action, et l’insertion et l’étude de la fonction des jonctions. Il a aussi tenté de reproduire des traits animaux dans ses machines. Par exemple, il étudia le vol des oiseaux afin de trouver un moyen par lequel les humains pourraient voler. Puisque la principale source d'énergie mécanique à cette époque était les chevaux, il a étudié leurs systèmes musculaires pour faire le design de machines desquelles il tirerait de meilleurs bénéfices des forces appliquées par cet animal.
Galilée était intéressé par les forces subies par les os, et a suggéré que les os soient creux pour leur permettre une résistance maximum à ces forces pour un poids minimum.
Au XVIIe siècle, René Descartes a suggéré un système philosophique où tous les systèmes vivants, incluant le corps humain (mais pas l’âme), sont tout simplement des machines contrôlées par les mêmes lois mécaniques, une idée qui a fait beaucoup pour promouvoir l’étude de la biomécanique. Giovanni Alfonso Borelli a embrassé cette idée et a étudié la marche, la course, le saut, le vol des oiseaux et la nage des poissons. Il a pu déterminer la position du centre de gravité de l’humain, calculer et mesurer l’inspiration et l’expiration du volume de l’air, et a démontré que l’inspiration est dirigée par les muscles et l’expiration par l’élasticité des tissus. Borelli a été le premier à comprendre que le levier du système musculo-squelettique grossit le mouvement plus que la force, alors que les muscles produisent beaucoup plus de force que ceux qui résistent au mouvement. Influencé par le travail de Galileo, qui lui a transmis son savoir personnel, il a une compréhension intuitive de l’équilibre statique dans les jonctions variantes du corps humains bien avant que Newton n'ait publié les lois du mouvement.

### L’ère industrielle
Au XIXe siècle, Étienne-Jules Marey a utilisé la cinématographie pour investiguer scientifiquement la locomotion. Il a ouvert la porte à « l’analyse du mouvement » moderne en étant le premier à établir une corrélation entre les forces de réaction du sol et les mouvements. En Allemagne, les frères Ernst Heinrich Weber et Wilhelm Eduard Weber ont fait des hypothèses à propos de la marche humaine, mais c’est Christian Wilhelm Braune qui a significativement fait avancer la science en utilisant les avancées récentes de l’ingénierie mécanique. Pendant la même période, le génie des matériaux a commencé à fleurir en France et en Allemagne, en lien avec la révolution industrielle (cf. par exemple la grue de Karl Culmann). C'est le neurophysiologiste Nikolaï Bernstein qui aurait inventé le terme biomécanique.

## Applications
La biomécanique est un domaine interdisciplinaire situé à la frontière entre la mécanique physique et les sciences biologiques (du vivant) :
- la mécanique des fluides : par exemple pour l'étude de la circulation sanguine, de la respiration.
- la rhéologie : la biorhéologie est l'étude du comportement des fluides biologiques qui présentent un comportement non newtonien, comme le sang, les selles ou les larmes.
- la mécanique du solide : par exemple l'analyse du mouvement du corps humain en utilisant des systèmes opto-électroniques.
- la résistance des matériaux : par exemple pour la résistance des organes et des membres aux chocs et aux contraintes (traumatologie), pour la fabrication de prothèses ou de casques de protection nouvelle génération.

La biomécanique est présente à tous les niveaux de l'étude du vivant :
- La cellule : échange, transformations, pathologie...
  - dont la cellule cancéreuse : caractéristiques mécaniques spécifiques
- Le tissu : croissance, résistance, vieillissement, réparation...
- L'organe : fonctionnement, pathologie, remplacement...
  - dont la tumeur solide cancéreuse : développement du cancer, mesure des constantes mécaniques, oncologie physique.
- Le système, l'appareil : relations entre les organes au sein d'un système, organisation vis-à-vis des propriétés physiques du milieu extérieur (par exemple, adaptation de l'appareil cardiovasculaire à la gravité).
- Le corps dans son ensemble : déambulation, posture, ergonomie, exosquelette...

La biomécanique a de nombreuses applications pratiques, notamment en médecine et en sport.
C'est également un domaine actif de recherche scientifique à l'échelle microscopique. C'est alors un sous-domaine de la biophysique. Elle s'intéresse par exemple à la mécanique des polymères biologiques. L'ADN en particulier a fait l'objet d'expériences spectaculaires. La séquence d'acides aminés affecte les propriétés mécaniques des chaînes, en particulier leurs propriétés de repliement. Elle étudie également la mécanique du cytosquelette. L'application de déformations (par contact direct ou au moyen de pinces optiques) permet de mesurer les coefficients de réponse élastique du cytosquelette. Un autre domaine d'in´terêt est la mécanique des membranes. Lors des mouvements cellulaires, ou d'évènements de phagocytose ou d'endocytose, la membrane subit des déformations importantes. Les propriétés mesurées dépendent des lipides présents en majorité.

## Organisation de la recherche
La biomécanique se structure principalement autour des laboratoires universitaires, d'entreprises spécialisées et de réseaux de chercheurs, qui ont notamment créé une association mondiale (International Society of Biomechanics (en)) et un Conseil mondial (World Council of Biomechanics). En Europe, la recherche est notamment encouragée par les congrès de la Société Européenne de Biomécanique (European Society of Biomechanics). En France et dans les pays francophones, la Société de Biomécanique organise annuellement un congrès, et propose différentes formes d'encouragement pour les étudiants, chercheurs juniors et avancés. Pour cette société francophone, et lors de son congrès annuel, la recherche en biomécanique se subdivise dans les domaines ci-dessous.

### Ingénierie tissulaire etmaterial by design
Cette thématique est dédiée à la régénération tissulaire en général, en étudiant d’une part les moyens d’induire des réactions spécifiques conduisant à la formation de tissu par les cellules et d’autre part à la création de supports possédant des propriétés mécaniques et biochimiques appropriées. Dans ce contexte, la thématique s’intéresse plus particulièrement au développement et à la caractérisation de biomatériaux structurés servant de support aux cellules, les approches pouvant être expérimentale et/ou numérique, à la compréhension des mécanismes conduisant à la fabrication de tissu spécifique et fonctionnel par les cellules et à la conception de bioréacteurs induisant ces mécanismes, aux études expérimentales de validation et de mesure de la performance clinique des concepts proposés pour une application en médecine régénérative et aux organoïdes.

### Biomécanique cardiovasculaire et respiratoire
Cette thématique est axée sur la compréhension du rôle de la dynamique des fluides et des structures impliquées dans le fonctionnement des systèmes cardiovasculaire et respiratoire. La recherche translationnelle associée met en œuvre ces concepts novateurs à des fins diagnostiques ou pronostiques. Ce domaine de recherche comprend généralement la dynamique du flux sanguin et de celui de l'air aux échelles macroscopique et microscopique, la mécanique des organes, des tissus et des cellules cardiovasculaires et/ou respiratoires, et la mécanique des prothèses et appareils cardiovasculaires et /ou respiratoires.

### Biomécanique cellulaire et tissulaire
Les objects sont ici de développer une compréhension fondamentale de la biomécanique sur une large gamme d'échelles de longueur et de temps, allant de l’échelle moléculaire jusqu’à l’échelle tissulaire et relier ces échelles à l'aide de la modélisation mécanique. À l'échelle moléculaire, il s'agit des interactions moléculaires, analyse mécanique des biomolécules, pour la biomécanique cellulaire, des analyses biomécaniques des cellules, membranes et structures sous-cellulaires; effets de l'environnement mécanique sur la réponse cellulaire. La biomécanique tissulaire vise à la caractérisation et modélisation des tissus biologiques mous, de leurs substituts et de leur potentielles interactions.

### Biomécanique lésionnelle et traumatologie
Cette thématique couvre tous les domaines de recherche consacrés à la compréhension et à la modélisation des mécanismes lésionnels, par tous types d'approches expérimentales et numériques. Tous les niveaux d'énergies et conditions aux limites peuvent être considérées, pour l'étude de tous types de lésions et de traumatologies. Par la prise en compte des chargements, des effets de la géométrie et des propriétés matériaux, mais aussi de paramètres physiologiques et cognitifs, des contractions musculaires ou encore de la commande neuromotrice, elle s'intéresse à des domaines variés tels que la capacité du corps humain à encaisser un choc avec des temps d'application courts (dynamique subie), les mouvements humains potentiellement lésionnels (sujet acteur de son mouvement), et les mouvements et positions dans des environnements quasi-statiques contraints.

### Analyse et simulation du mouvement
Cette thématique regroupe les recherches dédiées à l’étude du mouvement humain ou animal. Cela concerne en particulier le développement et l’évaluation de méthodes et modèles biomécaniques pour l’analyse et la simulation du mouvement et l’étude de différentes activités telles que la locomotion, le maintien de l’équilibre, la préhension, etc.

### Biomécanique  musculosquelettique
La biomécanique musculosquelettique est un vaste domaine de recherche consacré à la caractérisation, la modélisation et la compréhension du système musculosquelettique, du système entier jusqu’au niveau des tissus. Ce domaine de recherche comprend généralement la dynamique multicorps : modélisations et prévisions théoriques/numériques des forces musculaires et articulaires, asymptomatiques ou pathologiques, en corps rigides, déformables, ou couplés ; la biomécanique des tissus : analyse des tissus durs et mous (os, cartilage, tendons, muscles, etc.) ; et la biomécanique orthopédique : analyse du système ostéo-articulaire, des articulations pathologiques et artificielles (fixation, révision, usure).

### Biomécanique du sport
Cette thématique couvre toute recherche appliquant les lois de la mécanique au mouvement sportif avec pour objectif principal d’améliorer la compréhension du geste, d’améliorer la performance, de prévenir les blessures ou d’améliorer le retour au sport. Cette thématique inclut plus particulièrement les axes suivants :
- Analyse du geste sportif par méthode multi-segmentaire ou intégrée.
- Propriétés ou comportements mécaniques musculaires, tendineux et ostéo-articulaires du sportif.
- Contrôle moteur et simulation du geste sportif.
- Interaction entre le sportif et son matériel/environnement.

### Biomécanique du handicap et de la réhabilitation
La biomécanique du handicap et de la réhabilitation analyse et évalue les déficiences et les situations de handicap du fait d’un traumatisme, d’une pathologie ou du vieillissement pour proposer, optimiser et valider des dispositifs, aides techniques, aides à la mobilité ou des protocoles de réhabilitation permettant d’améliorer la qualité de vie. Les actions réalisées consistent à mesurer, analyser et simuler les altérations du mouvement (anatomiques, cinématiques, dynamiques, de coordination et de l'activité musculaire), évaluer les stratégies de compensation et proposer des méthodes d’évaluation cliniques, proposer et/ou optimiser et/ou évaluer (bénéfice et contraintes induites) des aides à la mobilité, des aides techniques (fauteuils roulants, prothèses, orthèses...) et des interventions chirurgicales, et proposer et évaluer des protocoles de réhabilitation ainsi que des protocoles préventifs afin de lutter contre la fragilité.

### Biomécanique de l’interaction homme – systèmes, ergonomie et robotique
Cette thématique traite des interactions entre l’homme et tout système physique en lien avec l’ergonomie et/ou la robotique. Elle concerne l'application des lois de la mécanique à l’interaction physique entre l’homme et des systèmes mécaniques tels que robots collaboratifs, robots de rééducations, exosquelettes passifs ou actifs, l'évaluation et optimisation de dispositifs destinés à diminuer l’incidence des troubles musculosquelettiques dans une visée ergonomique et la conception, contrôle et commande de structures robotiques anthropomorphes et/ou bio- inspirés visant à reproduire la motricité humaine ou animale (locomotion, préhension, manipulation dextre ...). Les exosquelettes sont notamment une technologie visant à améliorer les conditions de vie au travail.

#### Mécanique du solide
- Modélisation géométrique et mécanique tridimensionnelle du rachis thoracique et lombaire en configuration de choc automobile, F. Delerba, Thèse de Mécanique, Arts et Métiers (ENSAM), 2001
- Contribution à l'étude du comportement du rachis cervical soumis à un choc, B. Frechede, Thèse de Mécanique, Arts et Métiers (ENSAM), 2003
- Prédiction du risque fracturaire de l'extrémité supérieure du fémur à partir d'une modélisation EF personnalisée, L. Duchemin, Thèse de Mécanique, Arts et Métiers (ENSAM), 2006
- Evaluation des relations entre propriétés biomécaniques et disque intervertébral : étude in vitro du disque intervertébral, S. Campana, Thèse de Mécanique, Arts et Métiers (ENSAM), 2004
- Adaptation des méthodes de reconstruction 3D rapides par stéréoradiographie : Modélisation du membre inférieur et calcul des indices cliniques en présence de déformation structurale, Y. Chaibi, Thèse de Mécanique, Arts et Métiers (ENSAM), 2010

#### Mécanique des fluides
- Modélisation de la chimiohyperthermie intrapéritonéale : étude expérimentale de certains aspects thermiques, K. Szafnicki, M. Cournil, D O'Meara, J-N. Talabard, J. Porcheron, T. Schmitt, J.G Balique, Bull. Cancer no 85 (2), p. 160-166, 1998 : circulation d'eau chaude dans l'abdomen pour le traitement du cancer

#### Biomécanique des traumatismes craniocérébraux
- Neurostaff